# 張文鳳 (嘉靖進士)
張文鳳（1486年—？），字公儀，號立斋，直隸蘇州府常熟縣人，軍籍，明朝政治人物。

## 生平
嘉靖元年（1522年）壬午科應天府鄉試第九十八名舉人。嘉靖八年（1529年）中式己丑科會試第二百九名，登第三甲第六十名進士。歷官内黄、新会二知县、工部郎中、赣州知府。

## 家族
曾祖張粹中；祖父張懋，曾任教諭；父張安民，母周氏。严侍下。兄文英、文髦、张文麟（知府）。弟文龍。